# Сухарев, Василий Алексеевич
Василий Алексеевич Сухарев (2 августа 1911 или 15 августа 1911 — неизвестно) — советский футболист, защитник, полузащитник, тренер.

## Биография
Выступал за «Желдор» Киев (1932), «Динамо» Киев, Харьков (1934), Пятигорск (1935), «Динамо» Пятигорск (1936), «Спартак» Харьков (1937), «Локомотив» / «Локомотив юга» Киев (1938—1940).
Участник «Матча смерти» (1942). В 1944—1946 годах играл за «Динамо» Киев.
Работал детским тренером, возглавлял юношескую сборную Украинской ССР (1969). Награждён медалью «За боевые заслуги» (1964). Старший тренер команды «Машиностроитель» Псков (1971).
Точная дата смерти неизвестна.

## Награды
- Медаль «За боевые заслуги» (1965, награждён в канун 20-летия Победы)[1]
- Медаль «За оборону Киева» (13 октября 1962)[2].